# ヘアニネ・アニェス
ヘアニネ・アニェス・チャベス（スペイン語: Jeanine Áñez Chávez [ɟʝaˈnine ˈaɲes ˈt͡ʃaβes] ( 音声ファイル), 1967年8月13日 - ）は、ボリビアの女性政治家、弁護士、元ラジオパーソナリティ。同国上院議長、上院副議長、暫定大統領を歴任した。

## 幼少期から弁護士になるまで
故郷のサンホアキンで7人兄弟の末子として誕生。両親は教師であったものの、家は貧しく、電気や水も使用できる時間が少なかったという。しかし、アニェスは幼少期は美しい自然に囲まれながら自由だったと語っている。
トリニダのホセ・バリビアン自治大学で弁護士試験を受けるために法律の学位を取得。アニェスは政界進出を果たす前はラジオパーソナリティを務めていた。2011年、ラジオパーソナリティでの経験を生かし、上院議員に当選したことで政界進出を果たす。

## 暫定大統領就任まで
2019年10月に行われた大統領選で再選されたエボ・モラレス大統領が不正問題で辞任。同時に副大統領と上院議長も辞任したため、上院副議長であったヘアニネ・アニェスが憲法で規定する継承順位第一位となり、上院議長に就任後、同年11月12日に暫定大統領に就任した。

## 暫定大統領として
2019年12月30日、メキシコとスペインの外交官5人をペルソナ・ノン・グラータに指定して国外追放とした。メキシコ大使館に逃げ込んだモラレスの側近に、スペインの外交官が接近しようとしたことに対する処分。
2020年に入りボリビア国内でも新型コロナウイルスの感染が拡大したため、3月22日には国民に対し2週間にわたり24時間自宅待機することを呼び掛けた。また、ウイルス関連では、同年5月20日、人工呼吸器の購入をめぐる汚職容疑で保健相を更迭した。7月9日には自らが新型コロナウイルスに感染したことを公表。8月27日に職務復帰が発表された。
当初、大統領選挙の仕切り直しは5月に予定され、アニェスのほか前大統領派の野党候補が立候補を予定していた。アニェスに対しては強権的な政治手法や人工呼吸器の汚職問題に批判が集まっていたが、選挙はコロナウイルスの影響で2度に渡り延期され、後に10月18日の実施となった。自身の支持率が低迷したことから、モラレス系候補を当選させないよう票の分散を防ぐため、9月17日に大統領選挙への立候補を取りやめると発表した。2020年11月8日にモラレス派のルイス・アルセが大統領に就任したことに伴い、大統領代行を退任。
2021年3月13日、2019年のモラレス退陣について、暫定政権の閣僚らとともに「クーデター」に関与した疑いをかけられて逮捕された。8月20日、政府所在地ラパス郊外などで2019年11月に反政府デモ隊20人が治安部隊に殺害された事件で、ジェノサイドの罪などで起訴された。21日、アニェスは収監中の刑務所内で自殺未遂騒ぎを起こした。政府高官は、容体は「安定している」と語った。アニェスの家族は「深刻なうつ状態だ」と主張している。